# Butte County (Californien)
Butte County er et amt beliggende i den nordlige del af Central Valley i den amerikanske delstat Californien. Hovedbyen i amtet er Oroville. I år 2010 havde amtet 220.000 indbyggere.

## Geografi
Ifølge United States Census Bureau er Buttes totale areal er 4.343,7 km² hvoraf de 97,4 km² er vand. 

### Grænsende amter
- Yuba County - syd
- Sutter County - syd
- Colusa County - sydvest
- Glenn County - vest
- Tehama County - nord
- Plumas County - øst

### Byer i Butte
| - Biggs - Chico - Gridley - Oroville - Paradise |